# Ekshumacja

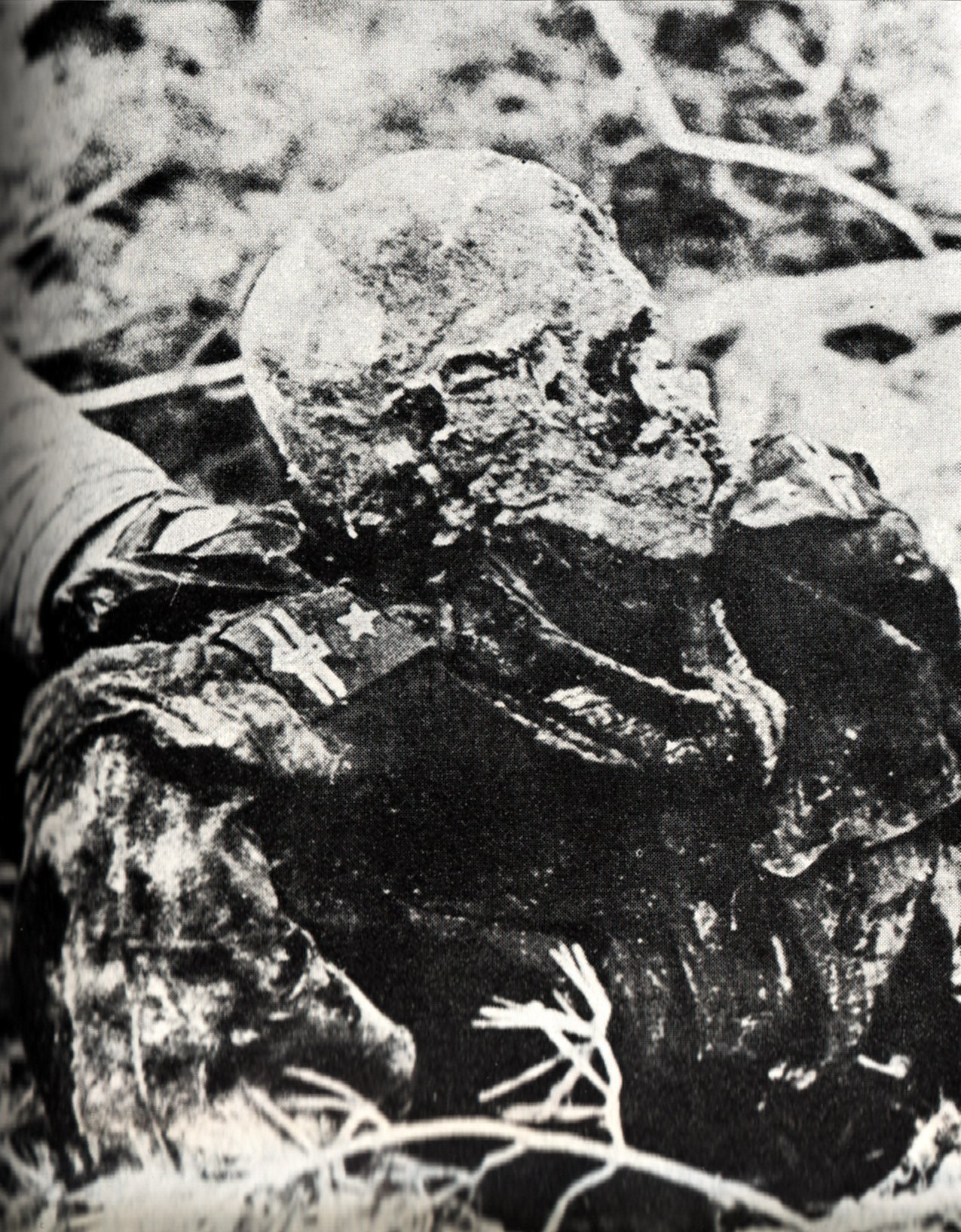
Zdjęcie z 1943 roku z ekshumacji ciał polskich oficerów zamordowanych przez NKWD w Katyniu w 1940. Pagony wskazują, że ofiara była majorem 1 Pułku Szwoleżerów Józefa Piłsudskiego

Ekshumacja (z łac. extra „poza, na zewnątrz”, humus „gleba”) – wydobycie zwłok lub szczątków w celu dokonania oględzin sądowych, lekarskich (np. aby ustalić bądź potwierdzić przyczynę zgonu) lub w celu przeniesienia ich do innego grobu (np. z leśnych mogił wojennych na cmentarze lub bliżej miejsca zamieszkania żyjących krewnych).

## Ekshumacja w Polsce
Nadzór nad ekshumacją sprawuje właściwy powiatowy lub portowy inspektor sanitarny. O ekshumacji należy też zawiadomić na piśmie zarząd cmentarza. Ekshumacja zwłok i szczątków jest dopuszczalna w okresie od 16 października do 15 kwietnia, z tym że właściwy powiatowy lub portowy inspektor sanitarny może dopuścić wykonanie ekshumacji w innym czasie, przy zachowaniu ustalonych przez niego środków ostrożności. Ekshumację przeprowadza się we wczesnych godzinach rannych.
Zasady przeprowadzania ekshumacji określa rozporządzenie Ministra Zdrowia z dnia 7 grudnia 2001 r. w sprawie postępowania ze zwłokami i szczątkami ludzkimi (Dz.U. z 2021 r. poz. 1910).
Osobami upoważnionymi do złożenia wniosku o ekshumację zwłok są:
- małżonka lub małżonek osoby zmarłej,
- krewni zstępni (potomek w linii prostej: dziecko, wnuk, prawnuk),
- krewni wstępni (przodek w linii prostej: rodzice, dziadkowie, pradziadkowie),
- krewni boczni do czwartego stopnia pokrewieństwa,
- powinowaci w linii prostej do pierwszego stopnia,
- osoby dobrowolnie do tego zobowiązujące się[2].